# 연습곡 Op. 10, 12번 (쇼팽)

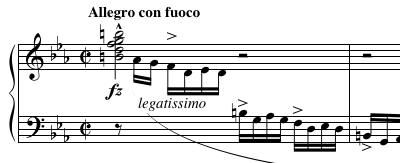
쇼팽 연습곡 Op. 10의 12번의 첫 마디

쇼팽의 연습곡 Op. 10, 12번(Étude Op. 10, No. 12)은 프레데리크 쇼팽이 1831년에 작곡한 곡으로 프란츠 리스트에게 헌정되었다. 이 곡은 '혁명 에튀드(Revolutionary Étude)'이라는 별칭으로도 널리 알려져 있다. 작곡한 해인 1831년에 쇼팽이 파리에 가던 도중, 폴란드의 수도인 바르샤바에 러시아 군이 침입해 공격을 받았다는 소식을 듣고 쓴 곡으로 극히 놀란 감정이 깃들여 있다. 12번은 곡의 전개에서 오른손보다 왼손의 비중이 크고 악센트가 차지하는 양도 많다. 12번의 구조는 A-A'로 되어 있고 곡의 마지막 부분(77마디 ~ 81마디)은 루트비히 판 베토벤의 마지막 피아노 소나타인 피아노 소나타 제32번 1악장의 마지막 150마디에서 152마디까지의 부분과 매우 비슷한데, 이는 쇼팽이 평소 베토벤의 피아노 소나타 제32번을 많이 아꼈음을 암시하는 부분이다.앙